# Johann Peter Eckermann
Johann Peter Eckermann (Winsen, 1792. szeptember 21. – Weimar, 1854. december 3.), német irodalomtudós.

## Élete
Szegény falusi családból származott. Részt vett a Napóleon elleni észak-németországi felszabadító háborúban (1813-1814), azután Hannoverben a hadi kancellária hivatalnoka volt, majd egy évet tanult a göttingeni egyetemen. 1823. május 24-én küldte el első nagyobb lélegzetű írását (Beiträge zur Poesie) Goethének, aki felfigyelt rá. Első látogatása után Goethe rábeszélte, hogy maradjon Weimarban. Gyakorlatilag Goethe titkáraként dolgozott. de soha nem állt alkalmazásában, hanem óraadásból élt. 1831-ben Goethe hagyatékának gondozójává jelölte ki Eckermannt, aki azután 1833-ig 15 kötetben adta ki Goethe műveit.
Goethe halála után Eckermann vissza akart költözni hazájába, mert Weimarban ugyan híressé vált, és udvari tanácsossá nevezték ki, de könyvtárosi fizetéséből elég szűkösen tudott megélni. 1844-1846 között Hannover mellett élt, majd a weimari nagyherceg kérésére visszatért Weimarba. Az 1837-ben megjelent „Gespräche mit|Goethe in den letzten Jahren seines Lebens 1823-1832“ (Beszélgetések Goethével életének utolsó éveiben) nagy sikert aratott, az 1848-ban kiadott harmadik kötet azonban nem nagyon volt kelendő, így Eckermann továbbra is állandó pénzügyi nehézségekkel küszködött, és gyakran szorult barátai támogatására. Szegénységben is halt meg.
A Beszélgetések-ről Friedrich Nietzsche így írt 1878-ban: Goethes Unterhaltungen mit Eckermann, das beste deutsche Buch, das es gibt., azaz „Goethe beszélgetései Eckermannal a létező legjobb német könyv.” Saját biedermeier stílusú lírai munkái kevésbé jelentősek.

## Művei
- Gedichte, 1821
- Beiträge zur Poesie, 1823
- Gedichte, 1838
- Gespräche mit Goethe in der letzten Jahren seines Lebens 1823-1848 (Győrffy Miklós magyar fordításában 1973-ban a Magyar Helikonnál jelent meg)

## Magyarul
- Beszélgetések Goethével. Válogatás; ford. Lányi Viktor, szerk., bev. Turóczi-Trostler József, jegyz. Mádl Antal; Művelt Nép, Bp., 1956 (Aurora)
- Beszélgetések Goethével; ford. Győrffy Miklós, jegyz. Szondi Béla; Magyar Helikon–Európa, Bp., 1973
- Goethe és a világirodalom. Goethe és Eckermann beszélgetései alapján; ford. Györffy Miklós, vál., bev., jegyz., függelék Ritoók János; Kriterion, Bukarest, 1975 (Téka)
- Beszélgetések Goethével; ford. Györffy Miklós, jegyz. Szondi Béla; Európa, Bp., 1989

## Irodalmi utóélete
Esterházy Péter: 1979-ben megjelent Termelési regény c. művének – amelyben E.P. = Goethe – második része az Eckermann féle Goethe-könyv paródiája.